# Synodus pacificus
Espèce
Statut de conservation UICN

 LC 16 août 2019 : Préoccupation mineure
Synodus pacificus est une espèce de poissons de la famille des Synodontidae.

## Systématique
L'espèce Synodus pacificus a été décrite pour la première fois en 2016 par Hsuan-Ching Ho (d), Jen-Ping Chen (d), Kwang-Tsao Shao (d).

## Distribution
Cette espèce se croise dans l'océan Pacifique, plus particulièrement au large des côtes des Philippines, de Taïwan de la Nouvelle-Calédonie et de l'Australie à des profondeurs variant entre 100 et 270 m.

## Description
Synodus pacificus peut mesurer jusqu'à 15,2 cm.
C'est un poisson au corps allongé à la peau claire avec des « Ω » noirs inversés qui parcourent son corps en longueur des yeux à la queue.
Synodus pacificus chasse en enfouissant son corps dans les sédiments et en capturant les proies qui passent à proximité.

## Étymologie
Son épithète spécifique, pacificus, « du Pacifique » fait référence à l'habitat où l'espèce a été découverte .

## Publication originale
- (en) Hsuan-Ching Ho, Jen-Ping Chen et Kwang-Tsao Shao, « A new species of the lizardfish genus Synodus (Aulopiformes: Synodontidae) from the western Pacific Ocean », Zootaxa, vol. 4162, no 1,‎ 8 septembre 2016, p. 134–142 (ISSN 1175-5334 et 1175-5326, OCLC 49030618, PMID 27615962, DOI 10.11646/ZOOTAXA.4162.1.6).